# Et livsværk - Carl Th. Dreyers Jesusfilm
Et livsværk - Carl Th. Dreyers Jesusfilm er en film instrueret af Lars Graff Nielsen efter eget manuskript.

## Handling
I mere end 30 år – helt frem til sin død – arbejdede Dreyer intenst på sin Jesus-film, hvortil der allerede i 1950 lå et færdigt manuskript. Dreyers kontrakt med en velhavende amerikaner, Blevins Davis, som havde påtaget sig at producere filmen, skal vise sig at være fatal. Jesus-filmen blev aldrig realiseret.